# 胡澄 (萬曆進士)
胡澄（？—？），字原徹，號玄海，直隸常州府武進縣人，明朝政治人物。

## 生平
萬曆十九年（1591年）辛卯科應天鄉試舉人。萬曆二十年（1592年），登壬辰科第三甲第六十二名進士，兵部觀政，六月授浙江仁和知縣，二十五年升河南府同知，二十六年考察闲住。

## 家族
曾祖胡頤；祖父胡絃；父胡獻章，生员。